# 聖闘士聖衣神話
聖闘士聖衣神話（セイントクロスマイス、英語表記SAINT CLOTH MYTH）は、バンダイ（2018年4月1日よりBANDAI SPIRITSが継承）から発売中の『聖闘士星矢』のフィギュア。略してマイスまたは神話と呼ばれる。
車田正美原作の漫画やアニメーション作品『聖闘士星矢』に登場するキャラクターと、彼らが装備するプロテクター（聖衣、神闘衣、鱗衣、冥衣）を立体化した玩具シリーズ。かつての大ヒット玩具聖闘士聖衣大系（セイントクロスシリーズ、以下大系）のコンセプトを受け継いでおり、一部ダイキャスト製の聖衣（キャラクターによって神闘衣、鱗衣、冥衣）を素体に装着、そしてオブジェに換装できる基本点は継承している。発売前の試作の段階では「究極聖衣（きゅうきょくクロス）」とも呼ばれていた。
本シリーズは世界的ヒット商品となったため、海賊版が後を絶たない。これらは著作権を侵害しており、公式サイト（魂ウェブ）でも注意を呼びかけている。

## 特徴
- 商品名は「守護星座（それに準ずるもの）+キャラクター名」が基本。ただし正規冥闘士の「○○星」は省略されている。
- パッケージは二つ折りのウィンドウサック箱。デザインは、劇中で聖闘士が聖衣を収納する「パンドラボックス」を模した物となっている（聖闘士以外の勢力のキャラクターの場合は細部に差別化が図られている）。内容物の多い製品は、厚みや幅の増した特別サイズのものが使用されることもある。
- 大系ではほぼ無視されていたキャラクターの髪の長さも再現されている。『スコーピオンミロ』以降、首から接続する形の後ろ髪パーツも多く用いられるようになった。
- マスクの装着には頭髪パーツの差し替えを利用し、大系に見られた装着時の隙間がなくなった。ヘルメット型の場合は、頭髪が丸ごと外れるようになっている。初期の製品は頭髪そのものをマスクと交換していたが、現在は（前部に穴を開けるなど）マスク用に変形させた髪パーツを使用することが多い。
- 腕部・脚部の裏側も可動部を除き聖衣に覆われるため、装着は手首・足首を一旦取り外してから行う。
- デザインはアニメ設定に準拠している。原作とアニメで形状の違う場合は、ボーナスパーツとして原作版デザインのパーツが付属する製品もある。
- その他、劇中のさまざまな場面・必殺技を再現する手首パーツといったオプションパーツが多数付属している。
- オブジェの組み立て方は、原作・アニメどちらとも違うオリジナルの場合がある。
- 『ユニコーン邪武』を始めとするレギュラー以外の青銅聖闘士などのキャラクターも数多くラインナップされている。
- 『レオアイオリア』以降の冥闘士を除く製品のパッケージ表に書かれているギリシア文字（神闘士はルーン文字）は暗号になっており、今後の発売予定などを示唆することがある。

### 素体
名称は便宜上のもの。
1st素体
最初期の素体で、最も可動範囲が狭い。黄金聖闘士（『タウラスアルデバラン』は除く）、冥界三巨頭、『教皇シオン』に採用。
1st素体（小）
青銅聖闘士用の一回り小さい1st素体。青銅聖闘士（新生青銅聖衣）に採用。
2nd素体
1st素体に肩部・胸部・手首・太股の可動を追加したもの。青銅聖闘士（最終青銅聖衣）、『ユニコーン邪武』『ヒドラ市』『ウルフ那智』『ライラオルフェ』『ハーデス瞬』に採用。ライラオルフェを除き、聖衣未装着時の両拳は付属していない。この素体の技術は装着変身シリーズやS.H.Figuartsにもフィードバックされた。
2nd素体（大）
胸部・上腕・太股が一回り大きい2nd素体。『ライオネット蛮』に採用。
3rd素体
さらに自然なフォルムに近づき、背中のビス穴を隠した改良品。青銅聖闘士（初期青銅聖衣、神聖衣）、神闘士（『ガンマ星フェクダトール』は除く）、海闘士（『マーメイドテティス』は除く）、黄金聖闘士（冥衣）、神、LC冥王神話、白銀聖闘士（『ペルセウスアルゴル』以降、『オピュクスシャイナ』と『イーグル魔鈴』は除く）、『暗黒フェニックス』、『ハーピーバレンタイン』、APPENDIXの私服シリーズに採用。
大型素体
『タウラスアルデバラン』『ベアー檄』『ホエールモーゼス』に採用。他の素体より一回り大きい。可動範囲は1st素体に準拠。
大型素体（大）
『ガンマ星フェクダトール』に採用。上記大型素体よりも大きい。
女性素体
『パンドラ』に採用。可動範囲は1st素体に準拠。
女性素体（改）
『城戸沙織』に採用。パンドラの素体を改良し、ドレスは縫い付けられている。
EX METAL素体
EX『冥王ハーデス』から採用。装着状態でも聖衣に覆われずに露出している肘や膝を聖衣色にしている。また、関節部の素材をダイキャストに変更することで保持力の向上も図られている。肩の可動部も見直され、原型師・南田香名により筋肉のように自然な形状になるよう調整された。

## ラインナップ
発売年や月は初版のもの。商品名の「聖闘士聖衣神話」は省略する。なお、各勢力の神は厳密には「○闘士」ではないが、便宜上含めた。

### 聖闘士
パッケージのデザインは上面がパンドラボックスの上蓋、製品によっては側面に守護星座のレリーフが描かれている。
『女神 アテナ』
2013年12月発売。閉眼・叫び顔・錫杖・楯が付属する。
『女神アテナ 15th Anniversary Ver』
2018年10月発売。聖闘士聖衣神話15周年記念。聖衣のカラーは赤色を基調としている。

#### 青銅聖闘士（初期青銅聖衣）
青銅聖闘士は最下級に位置する聖闘士。物語の中心的役割を担った星矢・紫龍・氷河・瞬・一輝以外は後に記述する。ここではTVシリーズ第1話〜第73話（銀河戦争編から聖域十二宮編〈黄金聖闘士編〉まで）に彼らが装着した聖衣をさす。
『ペガサス星矢 初期青銅聖衣』
シリーズ第68弾。2010年6月発売。ペガサスの尾をシールドとして腕部に装着可能。背面へ翼の取付が可能。
『アンドロメダ瞬 初期青銅聖衣』
シリーズ第70弾。2010年8月発売。サンダーウェーブ用やローリングディフェンス用のチェーン・チェーンが未装着の前腕部聖衣が付属する。
『キグナス氷河 初期青銅聖衣』
シリーズ第72弾。2010年10月発売。両腕を組む際に使用する小さい胸部聖衣が付属する。背面へ翼の取付が可能。
『ドラゴン紫龍 初期青銅聖衣』
シリーズ第73弾。2010年11月発売。閉眼が付属する。
『フェニックス一輝 初期青銅聖衣』
シリーズ第77弾。2011年6月発売。叫び顔・アイマスク装着顔が付属する。背面へ翼の取付が可能。
『フェニックス一輝 初期青銅聖衣（リバイバル版）』
2018年7月発売。顔パーツ・アイプリントは新規造形。叫び顔・微笑顔が付属する。初回版と異なり、アイマスク装着顔は付属しないが、初回版同様、背面へ翼の取付が可能。
『アンドロメダ瞬 初期青銅聖衣（リバイバル版）』
2018年8月発売。顔パーツ・アイプリントは新規造形。叫び顔・食いしばり顔が付属する。
『ペガサス星矢 初期青銅聖衣（リバイバル版）』
2018年9月発売。顔・髪の毛パーツは新規造形。叫び顔・食いしばり顔が付属する。初回版同様、背面へ翼の取付が可能。原型製作は南田香名。
『ドラゴン紫龍 初期青銅聖衣（リバイバル版）』
2019年6月発売。閉眼・叫び顔が付属する。髪の毛や頭部は南田香名による新造形。
『キグナス氷河 初期青銅聖衣（リバイバル版）』
2019年7月発売。叫び顔・笑み顔が付属する。初回版同様、背面へ翼の取付が可能。髪の毛や頭部は南田香名による新造形。

#### 青銅聖闘士（新生青銅聖衣）
最初期の製品。海皇ポセイドン編（TVシリーズでは北欧アスガルド編）から登場した、黄金聖闘士の血で蘇った青銅聖衣（原作ではフェニックスの聖衣のみ自力で進化）。『アンドロメダ瞬』以外は、装着時とオブジェ時の大小2種のマスクが付属している。オブジェはアニメ設定を忠実に再現。
『ペガサス星矢 新生青銅聖衣』
シリーズ第1弾。2003年11月発売。数回の延期を経ての発売となった。素体とオブジェの組み換えにおける基本技術はほぼ盛り込まれている。肩部聖衣は可動し、新生青銅聖衣で唯一装着状態で背面へ翼の取付が可能。
『ドラゴン紫龍 新生青銅聖衣』
シリーズ第2弾。2003年12月発売。エクスカリバー用の右手首が付属する。聖衣のカラーは大系準拠の緑色。後ろ髪には可動軸が設けられている。パッケージに帯（劇場版『聖闘士星矢 天界編 序奏〜overture〜』の宣伝用）がついた最初の製品。
『キグナス氷河 新生青銅聖衣』
シリーズ第3弾。2004年1月発売。ペガサスとのカラーの違いは青いスミ入れで表現されている。オーロラサンダーアタックやオーロラエクスキューション用の手首が付属する。大系版と異なり、背面へ翼を付けるためのパーツは付属しない。
『アンドロメダ瞬 新生青銅聖衣』
シリーズ第4弾。2004年2月発売。長短2種ずつのスクエアチェーンやサークルチェーン、ローリングディフェンス用樹脂製チェーンの計5種が付属する。サンダーウェーブ用のチェーンは付属しない。
『フェニックス一輝 新生青銅聖衣』
シリーズ第5弾。2004年3月発売。他の新生青銅聖衣と異なり、マスク・肩部・胸部聖衣にメッキ処理が施されていない。オブジェへの組み換えは黄金聖衣以上に複雑とは開発者談。大系版と異なり、背面へ翼を付けるためのパーツは付属しない。
『青銅聖闘士 五戦士集結』
シリーズ第41弾。2007年12月発売。初期に発売されて以降、一部再発売されていなかった上記5種の新生青銅聖衣をセットにした製品。モノクロ印刷された新生青銅聖衣のパッケージが特製仕様の箱に収められている。聖衣のカラーが最終青銅聖衣と同色にリペイントされた。ボーナスパーツは最終青銅聖衣の頭部を取り付けるための首・セット限定のクリアブルーのディスプレイスタンド。

#### 青銅聖闘士（最終青銅聖衣）
冥王ハーデス編に登場した、神聖衣に進化する直前の青銅聖衣。新造形の頭部に装着できる新生聖衣のマスクもボーナスパーツとして付属（同デザインの『キグナス氷河』を除く）するなど、新生聖衣との連動が図られている。オブジェはアニメ設定が存在しないため、原作設定にアレンジを加えたものとなっている。
『ペガサス星矢 最終青銅聖衣』
シリーズ第13弾。2005年3月発売。2nd素体が採用された最初の製品。小アテナ像・サジタリアスのマスクが付属する。劇中同様に背面へ翼の取付が可能。
『ドラゴン紫龍 最終青銅聖衣』
シリーズ第17弾。2005年9月発売。聖衣のカラーがアニメ準拠の青緑色に変更されている。閉眼・廬山百龍覇用の手首が付属する。ライブラのマスクは付属しない。
『キグナス氷河 最終青銅聖衣』
シリーズ第23弾。2006年3月発売。聖衣のカラーが薄い紫色に変更され、ペガサスと明確に差別化された。左目に包帯を巻いた顔・両腕を組む際に使用する小さい胸部聖衣・アクエリアスのマスクが付属する。劇中同様に背面へ翼の取付が可能。
『アンドロメダ瞬 最終青銅聖衣』
シリーズ第29弾。2006年8月発売。ネビュラストーム用の手首・サンダーウェーブ用チェーンが付属する。専用の軟質素材のみならず、通常のチェーンも使用可能。オブジェは、台座にチェーンの模様を描くことで設定を表現している。聖衣に貴重なメッキを使用されていることから、他の4体に比べて生産数が少ない。
『フェニックス一輝 最終青銅聖衣』
シリーズ第35弾。2007年3月発売。鳳凰幻魔拳用の手首・手首に取り付けられる冥界通行許可証のネックレスが付属する。もみあげはマスク装着時も見えるように本来の髪の他、顔にもペイントされている。聖衣全体にメッキ処理が施されている。劇中同様に背面へ翼の取付が可能。

#### 青銅聖闘士（神聖衣）
冥王ハーデスエリシオン編に登場。アテナの血を受けた青銅聖衣が進化した、オリンポス十二神が纏う神衣（カムイ）に限りなく近い聖衣。聖衣の色はアニメ設定を採用、アンダースーツは白となっている。オブジェはアニメ設定が存在しないため、最終青銅聖衣同様に原作設定にアレンジを加えたものとなっている。従来と異なり、劇中で神聖衣が発現した順番に発売。
『ペガサス星矢 神聖衣』
シリーズ第47弾。2008年6月発売。オブジェスタンドの裏側には、手甲が予備含め、非使用時に取り付けられる。
『アンドロメダ瞬 神聖衣』
シリーズ第58弾。2009年7月発売。素体の髪の色はやや暗めの緑色になったが、聖衣の進化に伴いチェーンは金色となっている。オブジェの立体的なチェーンの配置は、軟質素材で表現する。
『ドラゴン紫龍 神聖衣』
シリーズ第66弾。2010年3月発売。盾が紫龍では初めてダイキャスト製でなくなった。ボーナスパーツの原作版マスクは龍の尾を接続して使用する。
『キグナス氷河 神聖衣』
シリーズ第69弾。2010年7月発売。左眼に包帯を巻いている顔・両腕を組む際に使用する小さい胸部聖衣が付属する。ボーナスパーツはオーロラエクスキューション用の拳パーツ等が付く。
『フェニックス一輝 神聖衣』
シリーズ第74弾。2010年12月発売。鳳凰幻魔拳用の手首が付属する。素体の両腕にテーピングが巻かれた。
『ペガサス星矢 神聖衣 10th Anniversary Edition』
2013年9月発売。聖闘士聖衣神話10周年を記念して神聖衣の彩色を一新した物。叫び顔・笑顔が付属する。
『ドラゴン紫龍 神聖衣 10th Anniversary Edition』
2013年10月発売。叫び顔が付属する。
『キグナス氷河 神聖衣 10th Anniversary Edition』
2013年11月発売。左眼の傷が治癒した顔・叫び顔・両腕を組む際に使用する小さい胸部聖衣が付属する。
『アンドロメダ瞬 神聖衣 10th Anniversary Edition』
2014年1月発売。叫び顔・サンダーウェーブ用やローリングディフェンス用のチェーンが付属する。
『フェニックス一輝 神聖衣 10th Anniversary Edition』
2014年2月発売。叫び顔が付属する。

#### 青銅聖闘士（天界編）
劇場版『聖闘士星矢 天界編 序奏〜overture〜』で登場した聖衣。
『ペガサス星矢（天界編）』
2018年12月発売。聖闘士聖衣神話15周年記念。叫び顔・食いしばり顔が付属する。東映アニメーションの協力もありオブジェ形態は新規にデザインされている。パッケージには姫野美智描き下ろしイラストが施されている。

#### その他の青銅聖闘士
レギュラーではない5人の青銅聖闘士。大系では製品化されなかったため、初の可動フィギュア化となった。聖衣はメッキ処理ではなくパール塗装が施されている。
『ユニコーン邪武』
シリーズ第19（20）弾。2005年11月、『ヒドラ市』と同時発売。原作設定の頭部聖衣が付属する。
『ヒドラ市』
シリーズ第19（20）弾。2005年11月、『ユニコーン邪武』と同時発売。毒牙は差し替えによって表現。独特な髪型のため、顔を斜めに傾けた状態でパッケージされている。
『ライオネット蛮』
シリーズ第24（25）弾。2006年4月、『ウルフ那智』と同時発売。他の青銅聖闘士との身長差を再現するため、素体の1部に新造パーツが使用されており、右脇腹には聖衣を固定するための溝が彫られている。オブジェにアニメ設定が存在しないため、原作設定を採用している。
『ウルフ那智』
シリーズ第24（25）弾。2006年4月、『ライオネット蛮』と同時発売。
『ベアー檄』
シリーズ第31弾。2006年10月発売。設定身長ではなく劇中イメージを優先し、大型素体を採用している。パッケージ裏の画像には、初期青銅聖衣の星矢が当時未発売のため、『アクションセイント』シリーズの星矢を使用している。
『ユニコーン邪武（リバイバル版）』
2020年7月発売。叫び顔・食いしばり顔が付属する。聖衣パーツの半分が新規造形。パール塗装からメッキ塗装に変更されている。

#### 暗黒聖闘士
暗黒聖闘士は聖闘士の力を表面だけ体得し称号を与えられなかった者や、掟に反した振る舞いによって聖闘士の称号を剥奪された者。大系では全員が限定品で通常発売されたが、神話では暗黒フェニックスのみ通常販売で、他はネット限定品となっている。
『暗黒フェニックス』
シリーズ第76弾。2011年4月発売。叫び顔が付属する。顔のアイマスクは装着したまま。背面へ翼の取付が可能。

#### 鋼鉄聖闘士
『スカイクロス翔（リバイバル版）』
2021年7月発売。ニヤリ顔が付属する。初回版ではネット限定として販売されたが、リバイバル版では通常販売となる。

#### 白銀聖闘士
白銀聖闘士は中級に位置する聖闘士。
『ライラオルフェ』
シリーズ第27弾。2006年6月発売。竪琴が付属する。アニメに登場しないマスクやオブジェは原作設定にアレンジを加えた物。パッケージ内側には通常個人名 (ORPHE) が書かれるところだが、「LYRA CLOTH」と表記されている。
『ペルセウスアルゴル』
シリーズ第65弾。2010年2月発売。閉眼微笑・メドゥサの盾の閉眼・開眼、原作設定のマスク・前後の腰部・足首部聖衣が付属する。
『リザドミスティ』
シリーズ第67弾。2010年5月発売。劇中で纏っていたマント・謎の男を再現できる顔・水浴びの場面を再現する専用の裸素体が付属する。
『オピュクスシャイナ』
シリーズ第78（79）弾。2011年11月発売。素顔・手持ち用のマスク・原作設定の頭部聖衣が付属する。
『オピュクスシャイナ+カシオス』
シリーズ第78（79）弾。2011年11月発売。初回限定生産商品。上記のシャイナと、無可動のカシオスフィギュアとのセット。
『イーグル魔鈴』
シリーズ第81弾。2012年5月発売。星華の顔・手持ち用のマスク・原作設定の頭部聖衣が付属する。

#### 黄金聖闘士
黄金聖闘士は最上級に位置する聖闘士。劇中同様に布製マントが付属する（『サジタリアスアイオロス』を除く）。同時進行で2nd素体を採用した青銅聖闘士が発売される中、素体は1st素体で統一された（『タウラスアルデバラン』のみ大型素体）。パッケージ内部の台紙は聖域の火時計。
『レオアイオリア』
シリーズ第6弾。2004年4月発売。黄金聖闘士第1弾。後発のエリシオンで青銅聖闘士が装着した黄金聖衣と異なり、一輝の頭部は付属しない。
『アクエリアスカミュ』
シリーズ第7弾。2004年6月発売。原作設定を再現できる上腕部聖衣・アクエリアスのマスクを装着できる氷河の頭部が付属する。オブジェは片方の腕部聖衣を台座の支柱部分に使用するという独自解釈がされている。
『バルゴシャカ』
シリーズ第8弾。2004年8月発売。ヘルメット型のマスクを持つキャラクターでは初の製品化。開眼・数珠・蓮華座・瞬の頭部（バルゴのマスクは装着不可）が付属する。オブジェは肩部聖衣やマスクの変形がオミットされているが、後に発売された『APPENDIX』専用パーツを使用することで解決できる。
『サジタリアスアイオロス』
シリーズ第9弾。2004年10月発売。アイオロス以降、頭部のサイズが小型化される。サジタリアスのマスクを装着できる星矢の頭部が付属する。黄金聖闘士の中では唯一マントが付属しない。
『カプリコーンシュラ』
シリーズ第10弾。2004年12月発売。マスクの角の筋や肩部聖衣の角など、聖衣は大系同様に原作との折衷型で形状されている。原作設定のヘッドギア型のマスクが付属する。
『ライブラ童虎』
シリーズ第12弾。2005年2月発売。黄金聖闘士では唯一パッケージのロゴが、若返った童虎が初登場した『冥王ハーデス十二宮編』となっている。ライブラのマスクを装着できる紫龍（閉眼）の頭部・劇中では使用しなかったマント・アイオリアやアイオロス用の持ち手が付属する。6種12個の武器は全種再現されており、シールドは原作設定の右肩に装着した状態も再現可能で、海皇ポセイドン編を再現できるハンドルやチェーンが付属している。
『キャンサーデスマスク』
シリーズ第14弾。2005年4月発売。新たに制作された2nd素体同様に、足首部分にリング状の部品が追加された。原作設定を再現できる胸部聖衣と前垂れが付属する。オブジェの蟹の脚はそれぞれが可動する。
『アリエスムウ』
シリーズ第15弾。2005年6月発売。聖衣修復具・原作設定の筋と可動軸のある牡羊の角が付属する。オブジェは独自解釈でヘルメットが尻部分に位置している。
『スコーピオンミロ』
シリーズ第16弾。2005年8月発売。マスクの蠍の尾はフレキシブルに可動する。スカーレットニードル用の手首は、アニメ設定同様爪が赤く塗られている。
『タウラスアルデバラン』
シリーズ第18弾。2005年10月発売。大柄な体躯を再現するため、初めて大型素体が採用された。そのままではパッケージへ収められないため、足首を分割して収納する。星矢に折られた角・腕を組む際に使用する小さい胸部聖衣が付属する。
『ジェミニサガ（教皇アーレス）』
シリーズ第21弾。2005年12月発売。多数のオプションパーツを納めるため、パッケージは後発の神と同様の厚みの特別サイズとなっている。善悪両方の頭部・双子座空洞体や教皇アーレスを再現できる各種パーツ・教皇の間の玉座・黄金の短剣が付属する。素体は2体付属し、サガとアーレスを同時に飾ることも可能。
『ピスケスアフロディーテ』
シリーズ第22弾。2006年2月発売。赤い薔薇を銜えた顔・3種2個ずつの薔薇が付属する。薔薇は茎を握っている拳に取り付ける形。オブジェは大系同様に、オリジナルの台座が用意されている。

### 神闘士
神闘士はTVシリーズオリジナル「北欧アスガルド編」のキャラクター。劇中ではアンダースーツが長袖のため、腕部も胴体部と同色になっている。神闘衣に埋め込まれたオーディーンサファイアにはクリアパーツを使用。付属のネームシール、オーディーンサファイアや台、オーディーンのレリーフは『専用ディスプレイスタンドセット』に対応。パッケージ上部には北斗七星、内部の台紙にはニーベルンゲンリングが描かれている。『オーディーン星矢』・『ポラリスヒルダ-オーディーンの地上代行者-』は便宜上含める。
『オーディーン星矢』
シリーズ第62弾。2009年12月発売。大系と異なり通常発売となった。バルムングの剣・手甲が付属する。手甲は手首の数だけ用意されている。サファイアや台、レリーフは付属しない。オーディーンの綴りは他の神闘士のレリーフと異なり、「ODEN」とパッケージに記されている。
『ポラリスヒルダ-オーディーンの地上代行者-』
2023年5月発売。
『アルファ星ドウベジークフリート』
シリーズ第30弾。2006年9月発売。3rd素体が採用された最初の製品。龍の双頭を模したマスク上部と右肩神闘衣は同一パーツを使用。マスクの下半分は顎部分が開いているものと閉じているもの2種を差し替えることで劇中の開閉を再現する。オブジェで使用する龍の翼は背面へ取付可能。
『ゼータ星ミザールシド』
シリーズ第39弾。2007年9月発売。神闘衣は大系と異なりアニメと同様の緑色。バイキングタイガークロウ用を含めた多数の手首が付属する。フェイスガードの有無が選択可能。オブジェの牙が伸びたマスクは、パーツの差し替えで表現する。
『ベータ星メラクハーゲン』
シリーズ第42弾。2007年12月発売。マスクは差し替えでゴーグルの開閉を表現する。グレートアーデントプレッシャー用の組んだ手首は、右腕部神闘衣に干渉し、はめにくくなっている。オブジェはシリーズ最大級のサイズで、フォルムを重視し胴部神闘衣は大き目のダミーパーツの中に収納する。
『エータ星ベネトナーシュミーメ』
シリーズ第45弾。2008年4月発売。閉眼・竪琴が付属する。竪琴はオルフェの物とは異なるデザイン。
『イプシロン星アリオトフェンリル』
シリーズ第51弾。2008年11月発売。親友の狼・ギングが付属する。腰布は軟質素材で再現され、マスクは差し替えでゴーグルの開閉を表現する。
『デルタ星メグレスアルベリッヒ』
シリーズ第57弾。2009年6月発売。大系にはなかった炎の剣が付属する。炎の剣は炎のエフェクトパーツと組み合わせることも可能で、オブジェにも組み込める。クリアパーツが多く、オブジェでも髑髏および背後のアメジストの柱に使用されている。
『ガンマ星フェクダトール』
シリーズ第60弾。2009年9月発売。シリーズ最大の素体で巨体を再現している。ミョルニルハンマー1対が付属する。手で持たせる以外に腰部神闘衣にマウントも可能。オリジナルのギミックとして、オブジェの蛇の鎌首をシールドとして装着できる。
『ゼータ星アルコルバド』
シリーズ第64弾。2010年1月発売。シドの神闘衣と素体をリペイントした物。双子の名が刻まれた短剣が付属する。設定通りサファイアや台は付属しない。

### 海闘士
大系同様、鱗衣は2色で塗り分けられている。『専用ディスプレイスタンド』対応のネームシール・ポセイドンのレリーフが付属。パッケージは緑色。パッケージ上部にはポセイドンの紋章、内部の台紙にはメインブレドウィナが描かれている。
『海皇ポセイドン』
シリーズ第49（50）弾。2008年9月発売。マント・三又の矛が付属する。オブジェはアニメ設定の脚付きの状態である。
『海皇ポセイドン ROYAL ORNAMENT EDITION』
シリーズ第49（50）弾。2008年9月発売。鱗衣・髪・マントは原作のイメージカラー（三又の矛はリボンで装飾）。閉眼・玉座・法衣・矛用スタンド・カノン用手首が付属する。オブジェは脚部鱗衣の収納された状態を再現することができ、余った脚部鱗衣は玉座の内部に収納できる。
『海皇ポセイドン 15th Anniversary Ver』
2018年12月発売。聖闘士聖衣神話15周年記念。鱗衣のカラーは青色を基調としている。

#### 海将軍・海闘士
『クラーケンアイザック』
シリーズ第33弾。2006年12月発売。左目の傷はペイントで再現されている。『キグナス氷河 最終青銅聖衣』に取付可能な左目を負傷した顔・包帯を巻いた首が付属する。背中のウィングのジョイントは可動範囲が異なる物2種。
『シードラゴンカノン』
シリーズ第34弾。2007年2月発売。上半分が黒く塗りつぶされた謎の海将軍用の顔・雑兵服や雑兵服専用の素体が付属する。髪は兄・サガと差別化が図られ、色が異なるだけでなく造形も左右対称。オブジェは玩具オリジナル要素が強かった大系と異なり原作設定に近い。肩部鱗衣と胸部鱗衣が接触しやすいため、塗装が非常に傷つきやすく、シリーズで初めて使用における破損防止の注意書きが添えられた。
『セイレーンソレント』
シリーズ第38弾。2007年8月発売。ダイキャスト製の笛・展開したものと折り畳んだ状態の背部の翼2種が付属する。髪の色はアニメと異なり水色になっている。オブジェは台座の後頭部の有無が選択可能。
『クリュサオルクリシュナ』
シリーズ第40弾。2007年10月発売。分解して長短二形態を表現できる黄金の槍が付属する。マハローシニーが強く意識され、素体が半裸のみならず上記クリアパーツで付属のスタンドやディスプレイスタンドに取付、技の発現時を再現する。オブジェは大系同様両脚が収納されず座禅の形になっており、オリジナルのスタンドの上にクリアパーツで接続し宙に浮いた状態となる。
『シーホースバイアン』
シリーズ第43弾。2008年1月発売。ゴッドブレス用の口を開けた顔・空気の防御壁用の掌を向けた手首が付属する。胸部鱗衣にパッケージとは一部色の異なる箇所がある。オブジェのマスクの変形ギミックには馬の顔を差し替えることで可能となり、オブジェで使用する海馬の翼は背中へ取付可能。
『スキュライオ』
シリーズ第46弾。2008年5月発売。大系同様、胸部鱗衣と腰部鱗衣は右左順に取り付ける。数多くの必殺技の再現は、豊富な手首パーツや蝙蝠の翼の展開により可能。
『リュムナデスカーサ』
シリーズ第48弾。2008年8月発売。独特の前屈みの姿勢は、鱗衣の形状により再現される。原作・アニメ共に明かされなかった素顔や髪型は、原作者車田正美により設定された。なおパッケージに上部の模様が一部印刷されていないミスが生じている。
『マーメイドテティス』
シリーズ第82弾。2012年12月発売。横目を向く顔が付属する。後髪・もみあげに可動構造を採用しているため、必殺技やポセイドンに跪くボージングが可能。

### 冥闘士
聖闘士以外の勢力としては初のラインナップとなった。他の軍勢と異なり、パッケージに暗号がない。
『冥王ハーデス』
シリーズ第75弾。2011年3月発売。閉眼・ハーデスの剣・オブジェ用の専用台座が付属する。ボーナスパーツとして『ペガサス星矢 神聖衣』の叫び顔の頭部・ハーデスの剣で貫かれた胸部聖衣が付く。
『死を司る神タナトス』
シリーズ第44弾。2008年3月発売。神としてはキャンペーン限定品の借り物の肉体であるハーデス瞬に次ぎ2体目、完全な神としてはシリーズ初である。エリシオンで着用していた貫頭衣や竪琴・オブジェで使用する専用台座が付属する。
『眠りを司る神ヒュプノス』
シリーズ第52弾。2008年12月発売。台座や眉間の印刷はOVA設定の五芒星。エリシオンで着用していた貫頭衣や双子神を封印していた聖櫃が付属する。
『冥王ハーデス 15th Anniversary Ver』
2018年11月発売。聖闘士聖衣神話15周年記念。冥衣のカラーは黒色と白色を基調としている。

#### 冥界三巨頭
スタンドは『パンドラ』付属の専用スタンドか『専用ディスプレイスタンドセットB』が対応。パッケージ上部にはハーデス城の天井、内部の台紙には嘆きの壁が描かれている。
『ワイバーンラダマンティス』
シリーズ第11弾。2005年1月発売。OVAから登場したキャラクターとしては初のリリースであり、またアニメ放映当時の大系でリリースされなかった初のキャラクターともなる。パッケージのロゴは『冥王ハーデス十二宮編』のもの。ワイバーンの尾はフレキシブルに可動し、重なった肩部冥衣や翼もそれぞれ動く。これ以降のパッケージには色移りに関する注意書きが追加されている。
『ガルーダアイアコス』
シリーズ第26弾。2006年5月発売。劇中でマスク装着時は眼が前髪で隠れていたが、玩具オリジナルの要素として眼の隠れない前髪が付属する。原作とアニメで表裏が逆になる翼はどちらでも取り付けられるようになっている。
『グリフォンミーノス』
シリーズ第32弾。2006年11月発売。リペイントを除き1st素体が採用された最後の製品。アイアコス同様、眼の隠れない前髪が付属する。当初ボーナスパーツとして原作設定の肩部冥衣が紹介されていたが発売を目前に隠蔽され、付属が取り消された。原作と異なり髪が冥衣内に隠れている。オブジェのマスクが変形してグリフォンの頭部になるギミックは差し替えパーツで表現される。また、パッケージ側面には「GRIFFIN SURPRICE」となるところ「MINOS」と誤記がある（再発売時に修正）。

#### 黄金聖闘士（冥衣）
頭部や冥衣は新造形で、冥衣は刺々しいデザインになっている。オブジェは設定が存在しないため、黄金聖衣と比べて原作に近い形に。またシュラ以降は肩部や腰部冥衣に新規ジョイントが採用され、可動範囲の拡大が図られた。
『アリエスシオン（冥衣）』
シリーズ第36弾。2007年6月発売。同一キャラクターが複数発売されるのは青銅聖闘士以外では初。無可動と可動2種の角とシリーズ初の手首に取り付ける手甲が付属する。
『カプリコーンシュラ（冥衣）』
シリーズ第53弾。2009年1月発売。冥衣未装着時用の短い首・冥衣装着時用の長い首・黄金聖衣用の首が付属する。頭部は前述の首パーツを使用することにより黄金聖闘士版シュラへ移植することができる。
『アクエリアスカミュ（冥衣）』
シリーズ第54弾。2009年2月発売。髪の色は黄金聖衣版より暗めになっている。同時発売のAPPENDIXと連動が図られ、顔パーツの入れ替えが可能。
『ジェミニサガ（冥衣）』
シリーズ第55弾。2009年3月発売。閉眼が付属する。新規造形された髪は色が暗め。
『キャンサーデスマスク（冥衣）』
シリーズ第63弾。2010年1月発売。冥衣はより鋭利なデザインに。オブジェは胴体内部に収納される部分がさらに増えている。
『ピスケスアフロディーテ（冥衣）』
シリーズ第71弾。2010年9月発売。赤い薔薇を銜えた顔・3種2個ずつの薔薇が付属する。

#### 冥闘士（一般）
『ハーピーバレンタイン』
シリーズ第80弾。2012年2月発売。叫び顔・両腕を組む際に使用する小さい胸部冥衣が付属する。

### 『聖闘士星矢 THE LOST CANVAS 冥王神話』
『聖闘士星矢 THE LOST CANVAS 冥王神話』のキャラクター。以下「LC」と表記する。
『ペガサステンマ』
シリーズ第59弾。2009年8月発売。「LC」のキャラクター第1号。初期の聖衣を製品化した。オブジェは玩具オリジナルで、スタンドはパンドラボックスをイメージ。素体には衣服のシワがモールドされている。叫び顔・サーシャの腕輪が付属する。
『ベヌウ輝火』
シリーズ第61弾。2009年11月発売。前髪はミーノスと同様に2種付属する。翼は展開するのみならず、前後にもスイングする。

### 『聖闘士星矢 Ω』
『聖闘士星矢Ω』のキャラクター。
『ペガサス光牙』
2013年11月発売。
『オリオンエデン』
2014年1月発売。
『サジタリアス星矢』
2014年6月発売。『聖闘士星矢』本編で星矢が射手座の聖衣を纏った姿ではなく、『Ω』終盤で登場した新生射手座の聖衣を再現。閉眼が付属する。

### 『セインティア翔』
『聖闘士星矢 セインティア翔』のキャラクター。
『エクレウス翔子』
2019年5月発売。叫び顔・笑み顔が付属する。

### ディスプレイスタンド
『専用ディスプレイスタンドセット』
シリーズ第28弾。2006年7月発売。5組1セットで、赤いマットシール・大小2種のアーム・各種レリーフが付属する。レリーフはアテナ5枚、黄道十二星座各1枚の計17枚。ネームシールは青銅聖闘士10枚、白銀聖闘士1枚、黄金聖闘士12枚、教皇1枚の計24枚。なおパッケージには見本として『ペガサス星矢 最終青銅聖衣』が載っているが、マスクのみ新生の物。
『専用ディスプレイスタンドセットB』
シリーズ第37弾。2007年7月発売。基本仕様は上記スタンドと同じだが本体は黒色、マットシールは紫色になり、レリーフはオーディーン・ポセイドン・ハーデス3枚が追加され（ただしアテナは1枚）、ネームシール24枚や三巨頭に対応した専用の固定ジョイントが付属する。パッケージ見本の『ペガサス星矢 最終青銅聖衣』のマスクは正しい物に修正されている。
『専用ディスプレイスタンドセットC』
シリーズ第56弾。2009年4月発売。本体はクリアブルー、マットシールは水色になり、レリーフはアテナ・オーディーン・ポセイドン・ハーデスが各5枚、黄道十二星座各1枚が付属。ネームシールは全部で44枚。
『10th Anniversary DXディスプレイステージセット』
2013年12月発売。

### 限定品

#### キャンペーン限定品
聖闘士聖衣神話シリーズ、DVD、PlayStation 2ソフト、完全版コミックス、CDアルバム（条件はキャンペーンにより異なる）に付属する応募券を必要枚数集めて応募すると購入可能な製品。抽選ではないため、必要条件を守って応募すれば必ず購入できる。複数口の応募も可能。
『教皇シオン』
シリーズ販売50万個突破、PlayStation 2ソフト『聖闘士星矢 聖域十二宮編』発売を記念してのキャンペーン第1弾。応募期間は2005年4月1日-7月8日。シオン頭部・マスク・装飾品・ロザリオ・布製ローブが付属する。また、シリーズ初のディスプレイスタンド13組、ネームシール18枚も付属する。ボーナスパーツはアイオロス専用のマントが付く。ムウの牡羊座の聖衣も装着可能。試作品の段階ではローブに袖がなくマスクも大きめだった。
『パンドラ』
シリーズ販売120万個突破、OVA『冥王ハーデス冥界編前章』映像化を記念してのキャンペーン第2弾。応募期間は2006年4月1日-7月8日。シリーズ初の女性キャラクター。素体の可動範囲は1st素体と同様。閉眼・2種の布製ドレス・装飾品・ハープ・椅子・槍・パンドラ・三巨頭専用ディスプレイスタンド4組・ネームシール4枚が付属する。ディスプレイスタンドのジョイントの形状はキャラクターによってすべて異なる。
『ハーデス瞬』
『冥王ハーデス冥界編後章』映像化、PlayStation 2用ソフト『聖闘士星矢 冥王ハーデス十二宮編』発売を記念してのキャンペーン第3弾。応募期間は2007年1月15日-4月16日。借り物の肉体とはいえ、アテナやポセイドンを差し置いて劇中に登場する「神」のリリース第1号となった。赤髪、黒髪の頭部・衣服・装飾品・マント・玉座が付属する。赤髪の頭部は『アンドロメダ瞬 最終青銅聖衣』のリペイントだが、素体の手首は新規造形されている。
『城戸沙織』
OVA『冥王ハーデス』シリーズ完結を記念してのキャンペーン第4弾。応募期間は2008年6月2日-9月1日。衣服付の素体（パンドラとは別の新規素体で、衣服の脱着はできない）・閉眼・黄金の杖・封印の壷・大甕・大甕用の髪・装飾品・玉座・護符シール・専用のディスプレイスタンドが付属する。

#### 誌上限定品
パッケージは通常のものと同じ二つ折りのウィンドウサック箱。
『水晶聖闘士（クリスタルセイント）』
『フィギュア王』（株式会社ワールドフォトプレス）No.109の聖闘士星矢特集を記念しての誌上限定販売。応募期間は2007年2月24日-5月24日。3rd素体を使用した完全新造品。聖衣のオブジェ形態の設定がなかったため、氷の結晶を模したオブジェ形態が新規にデザインされている。洗脳顔・マント・凍結拳（シベリア仕込みの足封じ技）のエフェクトパーツが付属する。
『ペガサス星矢（新生青銅聖衣）Broken Version』
『聖闘士聖衣大全』（セイントクロスクロニクル、株式会社ワールドフォトプレス）発刊を記念しての誌上限定販売。応募期間は2008年8月8日-10月31日。3rd素体とそれに対応した新造形のペガサスの新生聖衣のセットで、聖衣にはダメージ表現が施されている。歯を食いしばる顔が付属する。肩部・胸部・腕部聖衣・手甲は2種ずつ用意され、差し替えでダメージレベルを表現可能。

#### イベント限定品
『エンブレムセット』以降の物はイベント後にネット限定で抽選販売や受注販売されている。
『アリエスシオン（冥衣）/教皇シオン』
2008年3月、秋葉原で実施のバンダイのイベント「魂ネイション 2008」で発売。アリエスシオン（冥衣）は通常版とは違い黒メッキ仕様。教皇シオンは法衣のデザインがTVシリーズ第1話で着用していた物に変更されて、キャンペーン限定品には付属していたディスプレイスタンドと『サジタリアスアイオロス』専用のマントは付属しない。イベント後にネット限定で先着販売された。
『エンブレムセット』
2009年3月、「魂ネイション 2009」で発売。専用ディスプレイスタンドセットに付属する黄道十二星座用エンブレムを、金や銀メッキでリペイントした物。
『ペガサス星矢（最終青銅聖衣） ORIGINAL COLOR EDITION』
2009年10月、「魂ネイション 2009 Autumn」で発売。カラーを原作イメージに変更。APPENDIX用の一部パーツが付属する。
『専用ディスプレイスタンドセットD[クリアオレンジVer.]』
2009年10月、「魂ネイション 2009 Autumn」で発売。『専用ディスプレイスタンドセットC』を基本に、カラーをクリアオレンジに変更。システムトラブルの発生により追加で受注販売された。
『フェニックス一輝（最終青銅聖衣） ORIGINAL COLOR EDITION』
2010年8月、「TAMASHII FESTIVAL2010 〜夏の新商品祭り〜」で発売。『フェニックス一輝 最終青銅聖衣』のカラーを原作イメージのオレンジ色に変更。
『キグナス氷河（最終青銅聖衣） ORIGINAL COLOR EDITION』
2010年10月、「魂ネイション 2010」で発売。『キグナス氷河 最終青銅聖衣』のカラーを原作イメージに変更。ロザリオとカリツォーのエフェクトパーツが付属する。
『アンドロメダ瞬（最終青銅聖衣） ORIGINAL COLOR EDITION』
2011年2月、「魂フィーチャーズvol2」で発売。『アンドロメダ瞬 最終青銅聖衣』のカラーを原作イメージに変更。
『ペガサス星矢（新生青銅聖衣） Broken Version ORIGINAL COLOR EDITION&城戸沙織 ORIGINAL COLOR EDITION』
2011年2月、「魂フィーチャーズvol2」で発売。誌上限定品の『ペガサス星矢（新生青銅聖衣） Broken Version』とキャンペーン限定品の『城戸沙織』をセットにして、カラーを原作イメージに変更。ただしキャンペーン限定品の『城戸沙織』に付属していた封印の壷、大甕、大甕用の髪、玉座は付属しない。
『ドラゴン紫龍（最終青銅聖衣） ORIGINAL COLOR EDITION』
2011年11月、「魂ネイション 2011」で発売。『ドラゴン紫龍 最終青銅聖衣』のカラーを原作イメージに変更。
『ペガサス星矢（初期青銅聖衣） ORIGINAL COLOR EDITION』
2016年6月、「聖闘士星矢30周年展」にて、「聖闘士聖衣神話 引換券付前売り券」で入場する際に引換ができる。
『女神アテナ ORIGINAL COLOR EDITION』
2017年5月、「魂ネイションワールドツアー」で発売。『女神アテナ』のカラーを原作イメージに変更。魂ウェブ商店での受注受付期間は2017年8月9日-11月7日。

#### ネット限定品
魂ウェブ商店や魂ウェブ商店プレミアムバンダイ店での販売。

##### 青銅聖闘士（神聖衣）
上記神聖衣をベースに、カラーや頭部を原作イメージに変更。
『ペガサス星矢（神聖衣） ORIGINAL COLOR EDITION』
受付期間は2008年11月25日-2009年1月5日。ハーデスの剣で胸を貫かれたシーンを再現できるボーナスパーツが付属する。
『アンドロメダ瞬（神聖衣） ORIGINAL COLOR EDITION』
受付期間は2009年11月6日-12月11日。
『ドラゴン紫龍（神聖衣） ORIGINAL COLOR EDITION』
受付期間は2010年5月28日-7月20日。
『キグナス氷河（神聖衣） ORIGINAL COLOR EDITION』
受付期間は2010年10月29日-11月30日。
『フェニックス一輝（神聖衣） ORIGINAL COLOR EDITION』
受付期間は2011年7月8日-9月2日。

##### 青銅聖闘士（初期青銅聖衣）
『ペガサス星矢（初期青銅聖衣）20th Anniversary Ver.』
受付期間は2023年9月8日-10月9日。パッケージのイラストは姫野美智の描き下ろし。
『ドラゴン紫龍（初期青銅聖衣）20th Anniversary Ver.』
受付期間は2023年9月15日-10月22日。パッケージのイラストは姫野美智の描き下ろし。
『キグナス氷河（初期青銅聖衣）20th Anniversary Ver.』
受付期間は2023年10月6日-11月5日。パッケージのイラストは姫野美智の描き下ろし。
『アンドロメダ瞬（初期青銅聖衣）20th Anniversary Ver.』
受付期間は2023年10月13日-12月3日。
『フェニックス一輝（初期青銅聖衣）20th Anniversary Ver.』
受付期間は2023年11月1日-。

##### 上記以外の聖闘士
『暗黒ペガサス&暗黒アンドロメダ』
受注期間は2010年11月30日-2011年1月17日。『ペガサス星矢 初期青銅聖衣』と『アンドロメダ瞬 初期青銅聖衣』を元に頭部を新規造型。ボーナスパーツは『ペガサス星矢 初期青銅聖衣』と『アンドロメダ瞬 初期青銅聖衣』用の叫び顔が付属する。暗黒ペガサスは背面へ翼の取付が可能。予約開始前の表記は「ブラックペガサス&ブラックアンドロメダ」だった。
『暗黒スワン&暗黒ドラゴン』
受注期間は2011年1月25日-3月24日。『キグナス氷河 初期青銅聖衣』と『ドラゴン紫龍 初期青銅聖衣』を元に頭部を新規造型。ボーナスパーツは『キグナス氷河 初期青銅聖衣』と『ドラゴン紫龍 初期青銅聖衣』用の叫び顔が付く。暗黒スワンは背面へ翼の取付が可能。
『スカイクロス翔』
受注期間は2010年12月24日-2011年2月21日。叫び顔が付属する。
『マリンクロス潮&ランドクロス大地』
受注期間は2011年2月25日-2011年5月10日。それぞれの叫び顔が付属する。
『カメレオンジュネ』
受注期間は2013年1月25日-4月9日。素顔・素顔の微笑顔が付属する。
『サジッタトレミー』
受注期間は2015年7月24日-9月24日。不敵な笑み・黄金の矢が付属する。
『ケルベロスダンテ』
受注期間は2018年2月23日-4月23日。叫び顔・食いしばり顔が付属。聖衣はブルーグレイのメッキが施されている。地獄の鋼球鎖の鎖は短い物が2本に長い物が1本、先端の鋼球はプラ製でメッキ処理されている。
『クロウジャミアン』
受注期間は2020年4月7日-6月7日。原作風の頭部、マスク、ウェストガードが付属する。
『アウリガカペラ』
受注期間は2021年6月25日-8月22日。叫び・微笑・驚き顔が付属する。聖衣の色合いは他の白銀と統一感を出すため淡い色のメッキ処理（アニメでは濃いブルーグレー）。
『マリンクロス潮（リバイバル版）』
受注期間は2022年2月4日-4月24日。
『ランドクロス大地（リバイバル版）』
受注期間は2022年3月4日-5月22日。
『ケンタウルスバベル』
受注期間は2022年5月27日-8月5日。叫び・ニヤリ・落涙顔が付属する。聖衣パーツはアニメ版・原作風の2パターン付属する。
『ホエールモーゼス』
受注期間は2024年1月26日-3月31日。

##### 冥闘士
『ペルセウスアルゴル（冥衣）』
受注期間は2012年4月20日-6月6日。叫び顏・閉眼・通常のアルゴル用に新規造形された叫び顏・閉眼が付属する。
『パピヨンミュー』
受注期間は2013年4月25日-7月7日。微笑顔・幼虫形態が付属する。
『リザドミスティ（冥衣）』
受注期間は2014年3月26日-5月28日。閉眼が付属する。
『冥王ハーデス ORIGINAL COLOR EDITION』
受付期間は2014年5月9日-6月29日。神聖衣OCEの叫び顔5種・「ペガサス星矢 神聖衣 10th Anniversary Edition」用の左胸破損聖衣が付属する。
『スフィンクスファラオ』
受注期間は2014年6月25日-8月27日。閉眼・微笑顔・魔琴が付属する。
『アケローンカロン』
受注期間は2014年8月22日-11月3日。舟・オールが付属する。
『バルロンルネ』
受付期間は2017年1月27日-3月21日。閉眼・叫び顔が付属する。
『バルロンルネ コンプリートセット』
受付期間は2017年1月27日-3月21日。『バルロンルネ』のほか、法服・机・椅子・閻魔帳2種・小槌・受け台・ベル等が付属する。
『アルラウネクィーン』
受付期間は2019年9月6日-11月7日。食いしばり・謎顔が付属する。

##### その他
『アリエスシオン（冥衣）/教皇シオン  ASIA EDITION』
応募期間は2008年12月8日-2009年1月5日。本来は海外イベント「魂ネイション2008 in ASIA」で限定発売されていた商品。イエローゴールド・ブラウンにリペイントした上記『アリエスシオン（冥衣）/教皇シオン』の髪・ゴールドにリペイントした『ジェミニサガ（教皇アーレス）』の玉座が付属する。
『ポラリスヒルダ』
受注期間は2009年10月30日-12月11日。APPENDIXを除き、ネット限定品初の完全新造品。洗脳顔・衣服・各種アーマー・玉座・バルムングの剣・槍・玉座へ座るために変形した髪が付属する。ニーベルンゲンリングが嵌められた手首も数種付属する。
『サジタリアスクロス（銀河戦争ver）』
受注期間は2010年6月18日-12月20日。射手座の聖衣が、本来の姿から形を変えた物。劇中や大系と同様に腹・胸の分離が不可能となっていて、一輝の顔パーツが付属する。初期青銅聖衣に封入されているシリアルナンバーを入力して注文すると1000円割引となる。
『オーディーンアイオリア』
受注期間は2015年9月11日-11月24日。閉眼・叫び顔・宝具ドラウプニル・EX「レオアイオリア（神聖衣）」用ドラウプニルの握り手が付属する。
『太陽神アベル』
受付期間は2017年12月22日-2018年2月20日。激怒・閉眼微笑顔・竪琴・小型光球・必殺技エフェクトが付属する。肩部の装飾やベルトにはダイキャストが用いられている。各国で実施した商品化希望アンケートで、ほぼ全ての国で1位となっている。
『太陽神アベル＆女神アテナ 真紅の少年伝説メモリアルセット』
受付期間は2017年12月22日-2018年1月21日。姫野美智描き下ろしのイラストがスリーブとして付属する。アテナは閉眼が付属する。素体は2013年発売の「女神アテナ」であるが、衣装・表情パーツが新規の物となっている。アベル・アテナ共に頭部の原型は南田香名が担当している。
『聖域の火時計』
受付期間は2019年1月25日-3月21日。火時計の火は36個のLEDで再現されている。TVサイズの「ペガサス幻想」・「永遠ブルー」、劇中BGM、田中秀幸の新規のナレーション音声が収録された劇中再現モードとタイマーモードがある。
『エクレウス響子＆エクレウス聖衣強化パーツセット』
受付期間は2019年6月28日-8月21日。叫び顔・笑顔・劇中で強化された聖衣パーツが付属する。
『マーメイドテティス（リバイバル版）』
受付期間は2021年3月12日-4月25日。叫び顔は南田香名による新造形。

##### 東映アニメーション限定
東映アニメーションオンラインショップ限定で発売されたもの。
『ペガサス星矢 POWER OF GOLD』
受注期間は2009年11月10日-12月20日。新生聖衣版を金色にリペイントした物。最終聖衣版の頭部やマスクが付属する。新生聖衣唯一、背面へ翼の取付が可能。
『ドラゴン紫龍 POWER OF GOLD』
受注期間は2010年3月25日-5月31日。新生聖衣版を金色にリペイントした物。最終聖衣版の頭部やマスク・オリジナルステッカーが付属する。
『キグナス氷河 POWER OF GOLD』
受注期間は2010年7月1日-9月12日。新生聖衣版を金色にリペイントした物。大系版と異なり、背面へ翼を付けるためのパーツは付属しない。
『アンドロメダ瞬 POWER OF GOLD』
受注期間は2010年10月25日-12月9日。新生聖衣版を金色にリペイントした物。
『フェニックス一輝 POWER OF GOLD』
受注期間は2011年2月17日-4月20日。新生聖衣版を金色にリペイントした物。大系版と異なり、背面へ翼を付けるためのパーツは付属しない。
『専用ディスプレイスタンドセット POWER OF GOLD』
受注期間は2011年6月24日-8月24日。ライブラの武器が各1個（トンファーのみ2個）付属する。
『ドラゴン紫龍 初期青銅聖衣 LIMITED GOLD DRAGON』
受注期間は2012年1月16日-3月29日。初期青銅聖衣版を金色にリペイントした物。
『キグナス氷河 初期青銅聖衣 LIMITED GOLD CYGNUS』
受注期間は2012年8月20日-11月14日。初期青銅聖衣版を金色にリペイントした物。背面へ翼の取付が可能。
『アンドロメダ瞬 初期青銅聖衣 LIMITED GOLD ANDOROMEDA』
受注期間は2013年1月25日-3月6日。初期青銅聖衣版を金色にリペイントした物。
『フェニックス一輝 初期青銅聖衣 LIMITED GOLD PHOENIX』
受注期間は2013年6月3日-8月6日。初期青銅聖衣版を金色にリペイントした物。背面へ翼の取付が可能。

#### ゲーム限定品
『ペガサス星矢 初期青銅聖衣 LIMITED GOLD PEGASUS』
2011年11月23日発売のPS3ゲーム「聖闘士星矢戦記」の限定版「黄金戦記BOX」に付属する。初期青銅聖衣版を金色にリペイントした物。背面へ翼の取付が可能。

#### 特別記念商品
『黄金系譜（ゼネオロジカルゴールド） ペガサス星矢』
全世界累計300万個出荷を記念しての商品。2008年3月、2万個限定で発売。『ペガサス星矢 最終青銅聖衣』に純金のメッキを施した物。APPENDIX用パーツが付属する。

## 聖闘士聖衣神話 APPENDIX
「セイントクロスマイス・アペンディックス」は聖闘士聖衣神話（以下マイス）のオプションパーツのシリーズである。「APPENDIX」とは「おまけ」の意。なお、商品名の「聖闘士聖衣神話APPENDIX」は省略する。

### 胸像
マイスと同サイズの、キャラクターの上半身をフィギュア化した胸像。聖衣（冥衣）はシリーズ同様メッキ処理されている。そのまま飾ることも可能だが、頭部・手首・聖衣の一部などをマイスと換装可能なことが最大の特徴といえる。パーツの内容は以下のように分類される。
- 顔や手首など、マイスとは別の表情を持たせてマイスの表現の幅を拡張するもの。
- 過去の製品を改良するためのもの。特に発売時期によってばらつきのある頭部のサイズ・造形の差の是正や、さらなるディテールアップを目的とする。
- マイスに無理なく使用するための補助パーツ。

#### 第1弾
2007年3月発売。
『ペガサス星矢 最終青銅聖衣』
叫び顔・歯を食いしばった顔・ダメージ表現が施された左肩部聖衣が付属する。マスクの有無や片方ずつの手の開閉を含めれば、32通りの飾り方が可能。
『バルゴシャカ』
マスクはより小型化された。マイス用の首パーツも付属するが従来より長くなるため、好みで製品の首をマイスの素体に移植することも可能。開眼の他、前述の通りオブジェ用パーツとして翼（肩部聖衣が展開したもの）・マスクの変形した羽根（乙女の髪）・メッキ処理された両手首が付属する。
『ジェミニサガ/ジェミニカノン』
サガの閉眼・正面を向いたカノンがセット。肩部聖衣と右腕部聖衣を換装可能。
『ワイバーンラダマンティス』
横目を向く顔が付属する。換装可能パーツは頭部やマスクのみ。付属のジョイントでマイスの可動する尾を接続可能。製品は翼が体を取り巻く形状になっている。

#### 第2弾
2008年2月発売。マイス専用のパーツが数多く付属し、上半身の聖衣をほぼ丸ごと換装可能になった。腕部聖衣をマイスに使用するための手首延長パーツも新たに付属。
『レオアイオリア』
アテナエクスクラメーション（以下AE）と両腕を外し正面を向けた状態の2形態で飾ることが可能。AE用・洗脳顔が付属する。小さい胸部聖衣は正面に拳を向けるときに使用する。AEを表現するスタンド延長パーツも付属。
『アリエスムウ』
頭髪はマイスと異なり後ろで束ねていない。シャカの数珠は2通りの方法で持つことが可能。

#### 第3弾
2009年1月発売。第2弾および第3弾でAEを表現可能。
『スコーピオンミロ』
AEと正面の状態を再現可能な点は『レオアイオリア』に準拠。蠍の尾の可動、腕部聖衣の爪の変形機構は省略されている。

#### 第4弾
2009年2月発売。構造上換装可能なパーツは限られている。
『アクエリアスカミュ』
オーロラエクスキューションの構えや正面の2形態を表現。肩部聖衣は専用ジョイントで接続すれば両手を高く掲げた状態を再現可能。

#### 第5弾
2011年1月発売。
『サジタリアスアイオロス』
叫び顔・星矢の頭部が付属する。背中の翼は2種。

### 私服

#### 青銅聖闘士（私服）
布製の私服と専用素体のセット商品。オプションという位置づけから、APPENDIXシリーズとなる。それぞれの星座の聖衣箱が付属し素体に担がせることが可能。ミニサイズの聖衣のオブジェが付属し聖衣箱に収納できる。
『ペガサス星矢（私服）』『ドラゴン紫龍（私服）』
2007年11月発売。星矢に2つの聖衣箱をまとめる長いベルト・紫龍にリペイントカラーの新生聖衣のベルトが付属する。紫龍の素体の背中には龍の紋様が再現されている。

#### ディスプレイスタンド
『ディスプレイスタンドセットDX』
2010年7月発売。テレビシリーズ前期のEDシーンを再現出来る支柱や階段などが付属する。

### イベント限定品
イベント後、ネット限定で抽選販売、または先着販売される。
『ジェミニサガ ORIGINAL COLOR EDITION』
2009年3月、「魂ネイション 2009」で発売。原作設定の閉眼の金髪・黒髪が付属する。ボーナスパーツに長い後ろ髪や両腕分の腕部聖衣が付く。
『バルゴシャカ ORIGINAL COLOR EDITION』
2009年10月、「魂ネイション 2009 Autumn」で発売。カラーが原作仕様に変更されている。ボーナスパーツに靡いていない形状の髪が付く。
『スコーピオンミロ ORIGINAL COLOR EDITION』
2009年10月、「魂ネイション 2009 Autumn」で発売。バルゴシャカ同様、カラーが原作仕様に変更されている。ボーナスパーツに正面用に微修正された髪が付く。
『アリエスムウ ORIGINAL COLOR EDITION』
2010年10月、「魂ネイション 2010」で発売。カラーが原作仕様に変更されている。
『アクエリアスカミュ ORIGINAL COLOR EDITION』
2010年10月、「魂ネイション 2010」で発売。アリエスムウ同様、カラーが原作仕様に変更されている。
『黄金聖衣オブジェ WORLD TOUR Ver』
2017年5月、「魂ネイションワールドツアー」で発売。台座は魂ネイションズ10th Anniversary ワールドツアーロゴがプリントされている。
『ペガサスクロスオブジェ JUMP 50th ANNIVERARY EDITION』
2017年7月、「創刊50周年記念 週刊少年ジャンプ展 VOL.1 創刊〜1980年代、伝説のはじまり」で発売。台座はジャンプ展VOL.1のロゴがプリントされている。先着受付期間は2017年11月20日-2018年1月29日。
『ペガサスクロスオブジェ JUMP 50th ANNIVERARY EDITION』(GOLD ver.)
2017年7月、「創刊50周年記念 週刊少年ジャンプ展 VOL.1 創刊〜1980年代、伝説のはじまり」で発売。台座はジャンプ展VOL.1のロゴがプリントされている。先着受付期間は2017年11月20日-2018年1月29日。

### ネット限定品
魂ウェブ商店プレミアムバンダイ店での限定販売。
『黄金聖衣箱 Vol.1』
受付期間は2009年8月18日-9月24日。ダイキャスト製の聖衣箱3種（アリエス、タウラス、ジェミニ）と、老師のPVCフィギュアのセット。
『黄金聖衣箱 Vol.2』
受付期間は2009年10月9日-11月17日。ダイキャスト製の聖衣箱3種（キャンサー、レオ、バルゴ）のセット。
『黄金聖衣箱 Vol.3』
受付期間は2010年1月29日-3月8日。ダイキャスト製の聖衣箱3種（ライブラ、スコーピオン、サジタリアス）と、貴鬼のPVCフィギュアのセット。
『黄金聖衣箱 Vol.4』
受付期間は2010年6月25日-8月17日。ダイキャスト製の聖衣箱3種（カプリコーン、アクエリアス、ピスケス）のセット。
『黄金聖衣オブジェセット』
受付期間は2010年8月27日-10月18日。プラスチック製のアリエスからピスケスまでの12体の黄金聖衣のオブジェ。それぞれの黄金聖衣箱に収納できる。なお、2016年8月の「SAINT SEIYA Docks at HONG KONG」では台座が付属したものが発売され先着で「黄金聖衣オブジェBOX」が付属する。
『リザドミスティ』
受付期間は2011年12月7日-2012年1月16日。閉眼・陽光付エフェクト台座が付属する。

### 店舗限定品
『黄金聖衣オブジェ 20th Anniversary Ver.』
2023年11月17日より魂ストアで発売。
『黄金聖衣オブジェ』
2024年11月15日より魂ストアで発売。

## 聖闘士聖衣神話EX
2011年5月17日に発表された聖闘士聖衣神話を進化させた新ブランドである。作中を髣髴させるスタイリッシュなプロポーション、作中の各場面や必殺技再現のための多数の顔パーツや、必殺技発動時の爆発、光、炎などをイメージしたエフェクトパーツの付属や聖衣装着状態での可動範囲の広さが特徴。
『ジェミニサガ』
2011年8月発売。叫び顔・閉眼・謎の男を再現できる顔・悪サガの頭部が付属する。初回版には「ギャラクシアンエクスプロージョン」を再現するエフェクトパーツが特典として付く。
『専用ディスプレイステージ』
2011年8月発売。
『レオアイオリア』
2011年10月発売。叫び顔・AE用・閉眼・洗脳顔が付属する。
『アリエスムウ』
2011年12月発売。叫び顔・閉眼・聖衣修復具が付属する。
『スコーピオンミロ』
2012年4月発売。叫び顔・AE用・閉眼が付属する。初回版には「クリスタルウォール」「ライトニングプラズマ」「スカーレットニードル」を再現したエフェクトシート3枚セットが特典として付く。
『ペガサス星矢（新生青銅聖衣）』
2012年6月発売。叫び顔・睨み顔・閉眼が付属する。聖衣は通常Ver.一式分に加え、ブロークンVer.一式分も付属する。背面へ翼の取付が可能。
『サジタリアスアイオロス』
2012年8月発売。叫び顔・矢を構える顔・閉眼が付属する。ボーナスパーツはサジタリアスのマスクを装着可能な星矢の頭部。
『バルゴシャカ』
2012年10月発売。叫び顔・閉眼・閉眼叫び顔・座禅状態で乗せられる専用台座・数珠が付属する。
『フェニックス一輝（新生青銅聖衣）』
2012年11月発売。叫び顔・睨み顔・閉眼が付属する。聖衣は通常Ver.一式分に加え、ブロークンVer.一式分も付属する。大系版と異なり、背面へ翼を付けるためのパーツは付属しない。
『アンドロメダ瞬（新生青銅聖衣）』
2013年1月発売。叫び顔・微笑・閉眼・哭き顔が付属する。聖衣は通常Ver.一式分に加え、ブロークンVer.一式分も付属する。チェーンは金属製の素材・プラ製（スクエアチェーンのサンダーウェーブ）・軟式素材（サークルチェーンのローリングディフェンス）の3種類。
『ピスケスアフロディーテ』
2013年2月発売。謎の男を再現できる顔・閉眼・3色の薔薇が付属する。
『キャンサーデスマスク』
2013年4月発売。叫び顔・閉眼・邪悪さを秘めた笑み・見下し顔・原作設定の胸部・前腰部聖衣が付属する。
『カプリコーンシュラ』
2013年7月発売。叫び顔・不敵顔・閉眼・原作設定頭部聖衣が付属する。
『ドラゴン紫龍（新生青銅聖衣）』
2013年8月発売。叫び顔・閉眼・閉眼叫び顔・エクスカリバー用右手首が付属する。聖衣は通常Ver.一式分に加え、ブロークンVer.一式分も付属する。
『ライブラ童虎』
2013年10月発売。叫び顔・閉眼・収納状態のソード、ツインロッド、トンファーが付属する。神話版と異なり、ライブラのマスク装着に対応した紫龍の頭部は付属しない。
『ジェミニサガ 冥衣』
2014年2月発売。叫び顔・閉眼・哭き顔・黄金の短剣が付属する。
『ワイバーンラダマンティス』
2014年4月発売。叫び顔・余裕の笑み・見下し顔が付属する。
『アリエスシオン 聖戦Versión』
2014年5月発売。叫び顔・閉眼微笑顔が付属する。
『タウラスアルデバラン』
2014年7月発売。叫び顔・謎の男を再現できる顔・笑い顔・閉眼が付属する。
『キグナス氷河（新生青銅聖衣）』
2014年8月発売。叫び顔・閉眼・左目のみ閉眼が付属する。聖衣は通常Ver.一式分に加え、ブロークンVer.一式分が付属する。背面へ翼の取付が可能。
『カプリコーンシュラ 冥衣』
2014年9月発売。閉眼・叫び顔・哭き顔・睨み顔・視力喪失顔・エクスカリバーのエフェクトパーツが付属する。
『ペガサス星矢（新生青銅聖衣） 車田正美熱血画道40th Anniversary Edition』
2014年11月発売。閉眼・叫び顔・睨み顔が付属する。ブロークンVer.一式分の聖衣は付属しない。
『アクエリアスカミュ』
2014年12月発売。閉眼・叫び顔・見下ろし顔・不敵な笑み（カーサ幻影）が付属する。神話版と異なり、アクエリアスのマスク装着に対応した氷河の頭部は付属しない。
『キャンサーデスマスク 冥衣』
2015年3月発売。叫び顔・邪悪さを秘めた笑み・歯ぎしり顔が付属する。
『シードラゴンカノン』
2015年7月発売。叫び顔・正体発覚前・閉眼・微笑顔が付属する。
『ジェミニサガ（リバイバル版）』
2017年5月発売。「ジェミニサガ（神聖衣）」・「サガサーガプレミアムセット」と同時発売。初回版と異なり、初回特典のエフェクトパーツは付かないが、聖衣分解装着図が付属する。
『バルゴシャカ（リバイバル版）』
2017年9月発売。2023年の魂ネイションにてリバイバル再販投票で大賞となりプレミアムバンダイでの再販（予約期間は2023年11月23日-2024年3月3日、発送は2024年6月）が発表された。それには姫野美智描き下ろしのスリーブが付属する。
『レオアイオリア（リバイバル版）』
2018年4月発売。
『海皇ポセイドン』
2018年6月発売。閉眼・叫び・微笑・謎の男顔、三つ又の鉾、マントが付属。マントは可動タイプで鉾の先端部はメッキ処理されている。聖衣神話では金色だったオブジェのフレームのメッキは黒に変更され、スタイルもより人型に近い形態となっている。
『海皇ポセイドン インペリアルスローンセット』
2018年6月発売。『海皇ポセイドン』通常版に加え、表情パーツは覚醒顔・驚愕顔の2種、射手座の矢を受けたマスク、鉾用スタンド、玉座、封印の壺、オブジェ用の台座が追加される。玉座・封印の壺は新造。鱗衣の配色は旧セットの原作準拠のカッパーから、通常版と同様アニメ準拠のカラーとなっている。そのため玉座の配色も同じくアニメ準拠でダークブルーとなっている。封印の壺は蓋の着脱が可能。
『スコーピオンミロ SAINTIA SHO COLOR EDITION』
2019年3月発売。以前発売されたスコーピオンミロのセインティア翔ver。素体のアンダーカラーは白になっており、新造形された閉眼・叫び・食いしばり顔が付属。スカーレットニードル用の手首も新規造形。
『サジタリアス星矢』
2019年8月発売。叫び・食いしばり・食いしばり（左視線）顔が付属する。
『戦神アレス』
2019年10月発売。閉眼・微笑・高笑い顔、黄金の林檎、剣が付属する。
『アルファ星ドゥベジークフリート』
2019年12月発売。微笑・食いしばり・叫び・叫び（流し目）顔が付属する。可動式マントの装着が可能。大系版および神話版と異なり、翼はオブジェ形態での背面への取付は出来ない分大型化している。神闘衣のメッキはアニメ設定に準拠した明るい配色に変更されている。
『ベータ星メラクハーゲン』
2020年5月発売。叫び・微笑・食いしばり顔が付属する。バイザーの開閉は差替えせずに可能。
『ピスケスアフロディーテ（リバイバル版）』
2020年9月発売。
『ゼータ星ミザールシド』
2020年11月発売。閉眼・叫び顔が付属する。
『冥王ハーデス』
2020年12月発売。微笑・閉眼・食いしばり・叫び顔が付属する（食いしばり・叫びは流血仕様）。EX METAL素体が使用されている。剣は鞘から抜ける。原型制作:トイテック D.T.C、彩色:松田モデル、素体開発協力:南田香名、企画協力:レイアップ
『サジタリアスアイオロス（リバイバル版）』
2021年1月発売。初回版と異なり、サジタリアスのマスクを装着可能な星矢の頭部が付属しないが、赤ちゃんアテナが付属する。
『フェニックス一輝（新生青銅聖衣）（リバイバル版）』
2021年2月発売。初回版同様に大系版と異なり､背面へ翼を付けるためのパーツおよび初回版と異なり、ブロークンVer.は付属しない。
『カプリコーンシュラ（リバイバル版）』
2021年4月発売。アニメで紫龍と対峙した際に見せた構えを再現するための手首・表情パーツ、原作風肩パーツが付属する。
『ペガサス星矢（最終青銅聖衣）』
2021年5月発売。微笑・食いしばり・叫び顔2種・アテナ神像が付属する。劇中同様に背面へ翼の取付が可能。
『アリエスムウ（リバイバル版）』
2021年6月発売。アペンディックスの黄金聖衣箱 Vol.3に付属していた貴鬼のPVCフィギュアが付属する。
『デルタ星メグレスアルベリッヒ』
2021年11月発売。叫び・閉眼・食いしばり・微笑顔が付属する。神闘衣は神話版より青味を強くしたカラーリング。
『眠りを司る神ヒュプノス』
2021年12月発売。叫び・微笑・閉眼・食いしばり顔が付属する。
『アンドロメダ瞬（新生青銅聖衣）（リバイバル版）』
2022年2月発売。初回版と異なり、ブロークンVer.は付属しない。
『ドラゴン紫龍（最終青銅聖衣）』
2022年4月発売。
『アンドロメダ瞬（最終青銅聖衣）』
2022年9月発売。一輝と瞬（幼少期）の固定フィギュアが付属する。
『アクエリアスカミュ（リバイバル版）』
2022年10月発売。アニメ版の太腿パーツが新規造形。
『死を司る神タナトス』
2023年1月発売。パンドラ（幼少期）の固定フィギュアが付属する。
『キャンサーデスマスク（リバイバル版）』
2023年4月発売。
『ガンマ星フェクダトール』
2023年6月発売。
『キグナス氷河（最終青銅聖衣）』
2023年8月発売。神話版と異なり、通常顔は付属しないが、劇中同様に背面へ翼の取付が可能。
『スコーピオンミロ（リバイバル版）』
2023年9月発売。
『女神アテナ&城戸沙織-ディバインサーガプレミアムセット-』
2023年12月発売。
『ライブラ童虎（リバイバル版）』
2024年2月発売。
『聖闘士聖衣神話EX台座』
2024年3月発売。
『ペガサス星矢 -聖闘士星矢 The Beginning-』
2024年5月発売。
『サジタリアス星矢-黄金聖衣の継承者-』
2024年7月発売。表情は新規造形。
『タウラスアルデバラン（リバイバル版）』
2024年8月発売。
『フェニックス一輝（最終青銅聖衣）』
2024年10月発売。劇中同様に背面へ翼の取付が可能。
『ペガサス星矢（神聖衣）』
2025年5月発売。閉眼・叫び・微笑顔・ダメージ聖衣オプションパーツが付属する。
『アンドロメダ瞬 (神聖衣)』
2025年12月発売予定。

### 黄金魂
2015年4月11日より配信されたwebアニメ「聖闘士星矢 黄金魂 -soul of gold-」に登場する、本作品オリジナルの黄金聖衣が進化した神聖衣や神闘衣である。黄金魂に関連する台座等も便宜上含める。
『レオアイオリア（神聖衣）』
2015年6月発売。閉眼・閉眼微笑・叫び顔・AE用が付属する。初回生産分には聖衣分解装着図専用バインダー・ライトニングプラズマのエフェクトパーツ・黄道十二星座のレリーフ3種が付く。
『神台座セット』
2015年6月発売。上面に起毛素材を施している。レリーフは黄道十二星座・アテナが付属する。
『アリエスムウ（神聖衣）』
2015年8月発売。閉眼・閉眼微笑・叫び顔が付属する。初回生産分には黄道十二星座シンボルプレート4種が付く。
『バルゴシャカ（神聖衣）』
2015年10月発売。閉眼微笑・開眼・開眼叫び顔が付属する。初回生産分には黄道十二星座シンボルプレート5種が付く。
『キャンサーデスマスク（神聖衣）』
2016年1月発売。叫び顔・閉眼・開眼微笑・余裕の笑み顔が付属する。
『カプリコーンシュラ（神聖衣）』
2016年4月発売。叫び顔・微笑・閉眼・閉眼微笑顔が付属する。
『アクエリアスカミュ（神聖衣）』
2016年7月発売。叫び顔・閉眼・閉眼微笑顔が付属する。
『サジタリアスアイオロス（神聖衣）』
2016年9月発売。叫び顔・閉眼・閉眼微笑・矢を構える顔が付属する。初回生産分には「小宇宙スクリーン」1弾4種（射手座・牡羊座・山羊座・蟹座）が付く。
『タウラスアルデバラン（神聖衣）』
2016年11月発売。足首パーツは新造型。叫び顔・閉眼・閉眼笑い顔・腕を組む際に使用する小さい胸部聖衣が付属する。初回生産分には「小宇宙スクリーン」2弾4種（牡牛座・乙女座・水瓶座・獅子座）が付く。
『邪神ロキ』
2017年3月発売。叫び顔・微笑・見下し顔が付属する。また、黄金聖闘士のエインヘリヤル表情パーツ10種（シュラとアフロディーテを除いた10人分）が付く。合金率はシリーズ屈指を誇り、首元・腹部・足首・手甲パーツ以外は全てダイキャスト。
『ジェミニサガ（神聖衣）』
2017年5月発売。「EXジェミニサガ（リバイバル版）」・「サガサーガプレミアムセット」と同時発売。叫び顔・閉眼が付属する。プレミアムセット共々パッケージと説明書に描かれた模様がキャンサーのものになっている。後日、希望者に正しい模様が描かれたパッケージ等が送付された。
『ジェミニサガ（神聖衣）サガサーガプレミアムセット』
2017年5月発売。「ジェミニサガ（神聖衣）」・「EXジェミニサガ（リバイバル版）」と同時発売。プレミアムセットにはジェミニサガ神聖衣・ジェミニサガ（リバイバル版）が入っており、特典として新規造形の教皇アーレス用の法衣や玉座等がある。素体は神聖衣の物とリバイバル版の2つが付属する。法衣は布製でアーマーはダイキャスト製、玉座は金メッキが施されている。
『スコーピオンミロ（神聖衣）』
2017年7月発売。叫び顔・閉眼・食いしばり・閉眼微笑顔が付属する。表情パーツは新規造形。
『ピスケスアフロディーテ（神聖衣）』
2017年10月発売。叫び顔・微笑顔・閉眼・閉眼微笑顔が付属する。初回生産分には「小宇宙スクリーン」3弾4種（双子座・蠍座・魚座・天秤座）が付く。
『ライブラ童虎（神聖衣）』
2018年1月発売。叫び顔・閉眼・閉眼微笑顔・食いしばり顔が付属する。また、「ジェミニサガ（神聖衣）」・「アリエスムウ（神聖衣）」のアテナエクスクラメーション用表情パーツや6種12個の天秤座の武器、黄金聖闘士12人分の武器持ち手パーツも付属する。

### イベント限定品
イベント後、ネット限定で抽選販売、または受注販売される。
『専用ディスプレイステージ（クリアオレンジVER）』
2011年11月の「魂ネイション 2011」にて発売。
『ジェミニカノン』
2012年10月の「魂ネイション 2012」にて発売。叫び顔・閉眼・閉眼叫び顔・横目叫び顔が付属する。ボーナスパーツとして悪サガ叫び顔が付く。
『レオアイオリア ORIGINAL COLOR EDITION』
2013年11月の「魂ネイション 2013」にて発売。叫び顔・閉眼・AE用・洗脳顔が付属する。受注生産受付期間は2013年11月8日-12月16日。
『バルゴシャカ ORIGINAL COLOR EDITION』
2014年10月の「魂ネイション 2014」にて発売。開眼・閉眼・開眼叫び顔・閉眼叫び顔が付属する。受注生産受付期間は2014年11月5日-12月21日。
『アリエスムウ ORIGINAL COLOR EDITION』
2015年10月の「魂ネイション 2015」にて発売。微笑・閉眼・叫び顔・数珠が付属する。受注生産受付期間は2015年11月6日-2月22日。
『ピスケスアフロディーテ ORIGINAL COLOR EDITION』
2016年6月の「聖闘士星矢30周年展」にて6月18日-6月23日の期間内で発売。叫び顔・閉眼・謎の男を再現できる顔・薔薇を銜えた顔が付属する。抽選申込受付期間は2016年7月1日-7月29日。なお、同年8月の「SAINT SEIYA Docks at HONG KONG」では香港オリジナルパッケージ仕様となっている。
『サジタリアスアイオロス ORIGINAL COLOR EDITION』
2016年6月の「聖闘士星矢 30周年展」にて6月24日-6月29日の期間内で発売。叫び顔・閉眼・矢を構える顔・星矢の頭部が付属する。抽選申込受付期間は2016年7月1日-7月29日。なお、同年8月の「SAINT SEIYA Docks at HONG KONG」では香港オリジナルパッケージ仕様となっている。
『ペガサス星矢（新生青銅聖衣） GOLDEN LIMITED EDITION』
2016年8月8日-8月31日に開催された「SAINT SEIYA Docks at HONG KONG」にて発売。「ペガサス星矢（新生青銅聖衣）」の黄金ver。
『フェニックス一輝（新生青銅聖衣） GOLDEN LIMITED EDITION』
2016年8月8日-8月31日に開催された「SAINT SEIYA Docks at HONG KONG」にて発売。「フェニックス一輝（新生青銅聖衣）」の黄金ver。
『十三番目の黄金聖闘士 ORIGNAL COLOR EDITION』
2017年12月の「魂ネイション 2017」にて引受が可能。抽選申込受注期間は2017年11月29日-2018年2月26日。
『ドラゴン紫龍（新生青銅聖衣） GOLDEN LIMITED EDITION』
2017年12月15日-2018年3月5日に開催された「聖闘士星矢 燃焼三十年主題展」にて発売。「ドラゴン紫龍（新生青銅聖衣）」の黄金ver。
『ジェミニサガ＆カノン ORIGINAL COLOR EDITION』
2018年10月26日-28日に開催された「魂ネイション 2018」にて引受が可能。サガ善・悪・カノンの通常顔以外に、善サガは叫び顔・閉眼、悪サガは叫び顔、カノンは不敵な笑み・閉眼叫び顔が付属する。抽選申し込み受付期間は2018年10月26日-12月20日。
『アクエリアスカミュ ORIGINAL COLOR EDITION』
2019年10月25日-27日に開催された「魂ネイション 2019」にて引受が可能。
『サジタリアス星矢 GOLD24』
2020年11月6日-8日に開催された「魂ネイション 2020」にて発売。
『ジェミニサガ GOLD24』
2021年11月19日-21日に開催された「魂ネイション 2021」にて発売。EX METAL素体が使用され頭部は南田香名による新造形。善悪各3種・謎顔の計7種の表情パーツ、ワイヤー入り布製マントが付属する。
『ペガサス星矢(最終青銅聖衣)〜GOLDEN LIMITED EDITION〜』
2023年4月28日-9月17日に開催された「TAMASHII NATIONS WORLD TOUR - TAMASHII NATIONS 15th ANNIVERSARY」にて発売。
『ペガサス星矢(初期青銅聖衣)＜原作版＞』
2023年11月17日-19日に開催された「魂ネイション2023」にて発売。2024年6月事後CLUB TAMASHII MEMBERSにて抽選販売。
『冥王ハーデス ORIGINAL COLOR EDITION』
2024年11月15日-17日に開催された「魂ネイション2024」にて発売。2025年5月事後CLUB TAMASHII MEMBERSにて抽選販売。
『海皇ポセイドン -ORIGINAL COLOR EDITION-』
2025年11月14日-16日に開催の「魂ネイション2025」にて発売予定。

### ネット限定品
魂ウェブ商店プレミアムバンダイ店での限定販売。
『エフェクトパーツセット（ペガサス星矢・サジタリアスアイオロス）』
受付期間は2012年7月13日-10月9日。エフェクトパーツ3種類とエフェクトシート5種類と専用台座と支柱とのセット。
『エフェクトパーツセット（フェニックス一輝・バルゴシャカ）』
受付期間は2012年11月15日-2013年3月7日。エフェクトパーツ3種類とエフェクトシート7種類と専用台座と支柱とのセット。
『ジェミニサガ LEGEND of SANCTUARY EDITION』
『聖闘士星矢 Legend of Sanctuary』カラーリング仕様。叫び顔・悪サガの頭部が付属する。聖闘士聖衣伝説「ジェミニサガ」に封入される購入券を使用してウェブ応募できる。受付期間は2014年10月25日-2015年1月15日。
『スコーピオンミロ ORIGINAL COLOR EDITION』
受付期間は2015年4月23日-6月22日。叫び顔・閉眼・AE用・AE用背景シートが付属する。
『セイレーンソレント』
受付期間は2015年6月25日-8月24日。閉眼・微笑顔が付属する。
『アクエリアスカミュ（冥衣）』
受付期間は2017年4月21日-6月20日。閉眼・叫び顔・睨み顔・泣き顔・視力喪失顔が付属する。ボーナスパーツとしてサガ・シュラ・カミュの慟哭の表情が付属する。2024年3月にリバイバル再販投票により再販が発表された。
『ブロークン冥衣パーツセット』
受付期間は2017年4月21日-6月20日。ジェミニ・カプリコーン・アクエリアスの破損冥衣パーツの他にアテナエクスクラメーション背景シートが付属する。
『グリフォンミーノス』
受付期間は2017年9月29日-11月20日。叫び顔・食いしばり顔が付属する。冥衣の配色は聖衣神話版のガンメタルからダークブルーに変更されている。
『ライブラ童虎＆老師 ORIGINAL COLOR EDITION』
受付期間は2018年3月30日-5月22日。叫び顔・閉眼が付属する。
『ガルーダアイアコス』
受付期間は2018年5月25日-6月4日。抽選販売期間は2018年6月4日-8月21日。叫び顔・閉眼・微笑顔が付属する。冥衣の配色は聖衣神話版のガンメタルからダークパープルに変更されている。
『クラーケンアイザック』
受付期間は2018年6月22日-6月23日（一次）、2018年6月28日-9月3日（二次）、2018年9月3日-10月23日（三次、抽選販売）。叫び顔・閉眼・微笑・食いしばり顔が付属する。鱗衣の配色はアニメ設定に準拠しておりオレンジのツートンカラーに変更されている。
『ピスケスアフロディーテ（冥衣）』
受付期間は2018年8月31日-11月7日。冥衣のメッキはOVA設定に準じた明るい色に変更されている。叫び顔・閉眼・微笑・赤薔薇を銜えた顔パーツが付属する。黒薔薇・白薔薇は手首に持った状態で付属。
『謎の冥衣 3体セット』
受付期間は2018年8月31日-11月7日。可動はしない。謎顔3つ、シオン・デスマスク・アフロディーテの表情パーツが付属する。
『アクエリアス氷河』
受付期間は2018年10月19日-12月20日。食いしばり顔・包帯顔・包帯顔（叫び顔）が付属。表情パーツ・頭髪パーツは新造形。プレミアムバンダイ内にある本商品の説明欄では「ライブラ童虎の素体を用いカミュとの身長差を表現している」と記載されているが、本商品の全高は約180㎜であり（童虎素体の全高は通常版・神聖衣版とも約170㎜、カミュ素体の全高は通常版・神聖衣版とも約180㎜）、カミュとの身長差は表現されていないが、その後、交換用素体が送付された。
『アリエスシオン（冥衣）』
受付期間は2019年2月22日-4月22日。叫び・閉眼・食いしばり顔が付属する。
『アリエスシオン（冥衣）＆前教皇セット』
受付期間は2019年2月22日-4月22日。『アリエスシオン（冥衣）』に加えて玉座・教皇の法衣・教皇の謎顔が付属する。ボーナスパーツは涙顔・アテナの血の付いた両手首・アテナ像。法衣の縁にはワイヤーが縫い込まれている。
『クリュサオルクリシュナ』
受付期間は2019年4月25日-6月20日。表情パーツは叫び・閉眼・白目顔が付属。また、黄金の槍・チャクラパーツも付属する。
『ライブラ紫龍』
受付期間は2019年8月2日-11月7日。叫び・流し目・食いしばり顔が付属する。頭部は新造のパーツ。
『スキュライオ』
受付期間は2019年10月24日-12月22日。叫び顔・閉眼が付属する。
『キャンサーデスマスク ORIGINAL COLOR EDITION』
受付期間は2020年1月31日-3月22日。
『カプリコーンシュラ ORIGINAL COLOR EDITION』
受付期間は2020年2月21日-3月22日。新造型の棘付き両肩パーツが付属する。
『シーホースバイアン』
受付期間は2020年3月19日-5月10日。閉眼・叫び・驚き・ゴッドブレス顔が付属。ライジングビロウズ発動時の逆立った後ろ髪も付属する。大系版や神話版と異なり、オブジェで使用する海馬の翼は背中へ取付が付属しない。
『ワイバーンラダマンティス ORIGINAL COLOR EDITION』
受付期間は2020年9月4日-11月8日。驚き顔が追加される。冥衣表面に紫のメッキを施している。髪色はオレンジ、アンダーウェアは黒、アイプリントは車田正美作画テイスト風に変更される。
『タウラスアルデバラン ORIGINAL COLOR EDITION』
受付期間は2020年10月23日-12月22日。
『セイレーンソレント（アスガルド最終決戦版）』
受付期間は2021年4月23日-5月30日。叫び・食いしばり顔が付属する。ボーナスパーツとしてジークフリート用ブロークンパーツが付く。
『グリフォンミーノス ORIGINAL COLOR EDITION』
受付期間は2021年8月27日-10月24日。
『ゼータ星アルコルバド』
受付期間は2021年10月15日-11月23日。
『リュムナデスカーサ』
受付期間は2021年10月29日-12月19日。
『ジェミニカノン（リバイバル版）』
受付期間は2021年11月11日-2022年2月20日。
『ガルーダアイアコス ORIGINAL COLOR EDITION』
受付期間は2022年1月28日-3月20日。
『バルゴ瞬-黄金聖衣の継承者-』
受付期間は2024年7月12日-9月1日。青銅聖闘士用のEX METAL素体が使用される。表情パーツは新規造形で叫び・微笑・閉眼が付属する。
『パンドラ』
受付期間は2024年9月6日-12月1日。閉眼・叫び・微笑・驚き顔・ハーデス瞬再現用オプションパーツ・通行証が付属する。
『オピュクスオデッセウス』
受付期間は2024年11月15日-16日、2024年11月20日-2025年1月5日（二次）。EX METAL素体を使用。表情パーツは閉眼等。ND16巻特装版が同梱される。
『エータ星ベネトナーシュミーメ』
受付期間は2025年2月14日-3月30日。閉眼・叫び・食いしばり・ニヤリ顔が付属する。
『アクエリアス氷河-黄金聖衣の継承者-』
受付期間は2025年3月7日-4月27日。青銅聖闘士用のEX METAL素体が使用される。表情パーツは閉眼・食いしばり・叫び顔に包帯ありver、叫び・通常顔に包帯無しverが付属する。
『オーディーン星矢』
受付期間は2025年4月25日-6月29日。叫び顔・キメ顔・やられ顔が付属する。
『レオ一輝-黄金聖衣の継承者-』
受付期間は2025年8月8日-。青銅聖闘士用のEX METAL素体が使用される。表情パーツは叫び・食いしばり・流血顔が付属する。フェニックスエフェクトパーツも付属する。

### 店舗限定品
2020年10月30日-11月9日、2021年11月19日-30日の期間限定でオンライン販売が実施された。
『ペガサス星矢（新生青銅聖衣） GOLDEN LIMITED EDITION』
2019年4月27日から「TAMASHII NATIONS TOKYO」で発売。
『アンドロメダ瞬（新生青銅聖衣） GOLDEN LIMITED EDITION』
2019年10月12日から「TAMASHII NATIONS TOKYO」で発売。
『キグナス氷河（新生青銅聖衣） GOLDEN LIMITED EDITION』
2020年6月27日から「TAMASHII NATIONS TOKYO」で発売。
『フェニックス一輝（新生青銅聖衣） GOLDEN LIMITED EDITION』
2021年6月4日から「TAMASHII NATIONS TOKYO」で発売。
『ドラゴン紫龍（新生青銅聖衣） GOLDEN LIMITED EDITION』
2022年10月29日から「TAMASHII NATIONS TOKYO」で発売。
『黄金聖衣オブジェ 20th Anniversary Ver.』
2023年11月に魂ネイションストアにて発売。

### ゲーム限定品
『ペガサス星矢 （新生青銅聖衣） ORIGINAL COLOR EDITION』
2013年10月17日発売の聖闘士星矢 ブレイブ・ソルジャーズの限定版ペガサスBOXに封入。叫び顔・閉眼・食いしばり顔が付属する。背面へ翼の取付が可能。

## その他

### 聖闘士聖衣皇級
セイントクロスクラウン。聖闘士聖衣神話EXと共に2011年5月17日に発表されたブランド。全高約30センチメートル（6分の1スケール）の大型フィギュアに、甲冑を思わせる細かなディテールの施された聖衣（鱗衣）が特徴。厳密には聖衣神話シリーズではないが便宜上含める。
『サジタリアス星矢』
2011年9月発売。星矢・アイオロス2種の叫び顔が付属する。
『海皇ポセイドン』
2012年9月発売。神話ROE同様、三又の矛の専用台座・玉座が付属する。オブジェは原作版とアニメ版が選択可能（原作版にする際には、レッグパーツを台座内へと収める設計）。

### 聖闘士聖衣伝説
セイントクロスレジェンド。2014年5月に開催された「魂ネイション 魂の夏コレ 2014」で発表されたブランド。聖衣の脱着はできない。厳密には聖衣神話シリーズではないが便宜上含める。
『ジェミニサガ』
2014年10月発売。叫び顔・『聖闘士聖衣神話EX ジェミニサガ LEGEND of SANCTUARY EDITION』購入券が付属する。
『サジタリアスアイオロス』
2015年4月発売。叫び顔が付属する。

### D.D.PANORAMATION
10cm程のアクションフィギュアにストラクチャーパーツを組み合わせてジオラマを構成出来るブランド。厳密には聖衣神話シリーズではないが便宜上含める。
『ペガサス星矢-ペガサス流星拳-』
2016年5月発売。
『ジェミニサガ-教皇の間-』
2016年5月発売。初回特典にはアテナ像が付属する。
『フェニックス一輝-鳳翼天翔-』
2016年6月発売。
『バルゴシャカ-処女宮-』
2016年6月発売。
『獅子宮の閃光-レオアイオリア-』
2016年10月発売。
『廬山昇龍覇 -ドラゴン紫龍-』
2017年1月発売。
『巨蟹宮の死闘 -キャンサーデスマスク-』
2017年1月発売。
『人馬宮に託す意志-サジタリアスアイオロス-』
2017年2月発売。
『黄金十二宮拡張セット 聖域の火時計 -女神アテナと兵士たち-』
2017年4月発売。
『磨羯宮に煌く聖剣 -カプリコーンシュラ-』
2017年6月発売。
『双魚宮に咲く薔薇 -ピスケスアフロディーテ-』
2017年8月発売。
『星雲鎖 -アンドロメダ瞬-』
2017年8月発売。
『天秤宮の導き -ライブラ童虎-』
2017年11月発売。

## 関連アイテム
サジタリアス聖衣箱型メモリーカードケース
PlayStation 2ソフト『聖闘士星矢 聖域十二宮編』（2005年4月7日発売）の予約特典。ベルトを使用することでシリーズの素体に背負わせることができる。内部にPlayStation 2用メモリーカードを4枚まで収納可能。
青銅聖衣箱型メモリーカードケース
PlayStation 2ソフト『聖闘士星矢 冥王ハーデス十二宮編』（2007年2月1日発売）の予約特典。基本仕様は「サジタリアス聖衣箱型〜」に準拠。また、5枚のレリーフを換装することで5種の聖衣箱となる（ペガサス、ドラゴン、キグナス、アンドロメダ、フェニックス）。
ペガサスクロス ブルーメッキエディション/クリアカラーエディション
「魂ネイション 2009 Autumn」の入場特典。『ペガサス星矢（私服）』付属のオブジェのカラーバリエーション。前者は前売入場券での、後者は当日入場券での入場者に配布された。